# Panniculitis
Panniculitis is een ontsteking van het vetweefsel onder de huid. De verschillende ziektebeelden kunnen in een aantal hoofdgroepen onderscheiden worden:
- Panniculitis met vasculitis (ontsteking van de bloedvaten)
- Septale panniculitis: hierbij is de ontsteking vooral in de bindweefschotten (septa) tussen de lobuli (groepen vetcellen) gelokaliseerd.
- Lobulaire panniculitis: hierbij is de ontsteking vooral in de vetlobben gelokaliseerd.
- Granulomateuze panniculitis: panniculitis met granulomen

Panniculitis is vrij zeldzaam.

## Presentatie
De aandoening presenteert zich vaak als relatief grote, pijnlijke rode tot paarskleurige onderhuidse noduli of knobbeltjes, waar soms een olieachtige substantie uit vloeit. Het doet zich het vaakst voor op de onderbenen en voeten, maar het kan ook voorkomen op de armen, het gezicht, de borst en de billen. De symptomen kunnen komen en gaan. De noduli of knobbeltjes kunnen na dagen tot weken verdwijnen, hoewel er soms sprake is van necrose en verzwering. Systemische symptomen, zoals koorts, vermoeidheid, gewrichtspijn, malaise en gewichtsverlies kunnen ook aanwezig zijn.

## Ziektebeelden
Een onvolledige lijst met beelden waarbij panniculitis voorkomt:
- Erythema nodosum: vooral gelokaliseerd aan de schenen, soms dijen of onderarmen. Kan verschillende oorzaken hebben zoals mycobacteriële ontstekingen, streptokokkeninfecties, ziekte van Crohn, sarcoïdose en medicijnen. Nogal eens wordt geen oorzaak gevonden. Bij lepra kan een panniculitisvariant voorkomen: erythema nodosum leprosum. Erythema nodosum gaat gepaard met een septale panniculitis.
- Erythema induratum (ook wel nodulaire vasculitis) is vooral gelokaliseerd aan de kuiten en wordt vooral veroorzaakt door mycobacteriële infecties. Het is een lobulaire of gemengde panniculitis.
- Panniculitis bij lupus: in het kader van lupus erythematodes
- Bij morfea en systemische sclerose kan panniculitis voorkomen.
- Panniculitis bij alfa-1-antitrypsinedeficiëntie is vooral septaal. Waarschijnlijk wordt de panniculitis veroorzaakt doordat ontstekingsreacties schadelijke enzymen vrijmaken die (door de antitrypsinedeficiëntie) onvoldoende afgebroken worden.
- Ziekte van Weber-Christian: een lobulaire panniculitis met onbegrepen oorzaak.
- Koude panniculitis: door herhaalde blootstelling aan kou kunnen ontstekingen ontstaan, bijvoorbeeld aan de buitenkant van de bovenbenen bij ruiters. Het kan ook in het gezicht ontstaan, wat vooral bij kinderen voorkomt.
- Er bestaat een zeldzame vorm cutaan T-cellymfoom dat zich voordoet als een panniculitis.

Ook bij bacteriële infecties kan het vetweefsel betrokken zijn (bijvoorbeeld bij cellulitis of necrotiserende fasciitis), maar de ontsteking is daartoe niet beperkt.